# Castello di Perchtoldsdorf
Il castello di Perchtoldsdorf (Burg Perchtoldsdorf in tedesco) si trova nel omonimo comune austriaco del distretto di Mödling, in Bassa Austria e le sue prime strutture risalgono al X o all'XI secolo.

## Storia

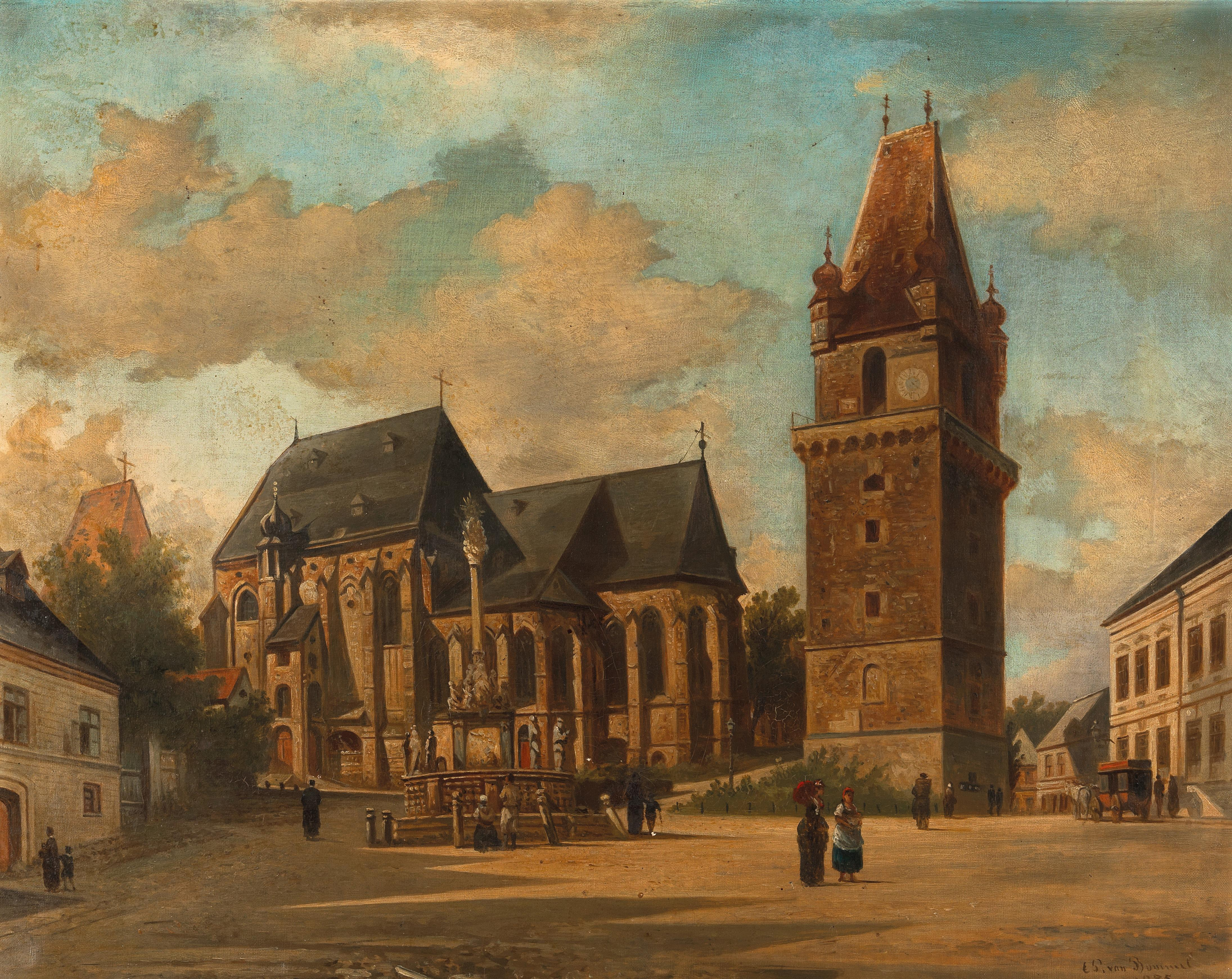
Olio su tela del 1885, opera di E. P. van Bommel, raffigurante la chiesa e la torre di Perchtoldsdorf

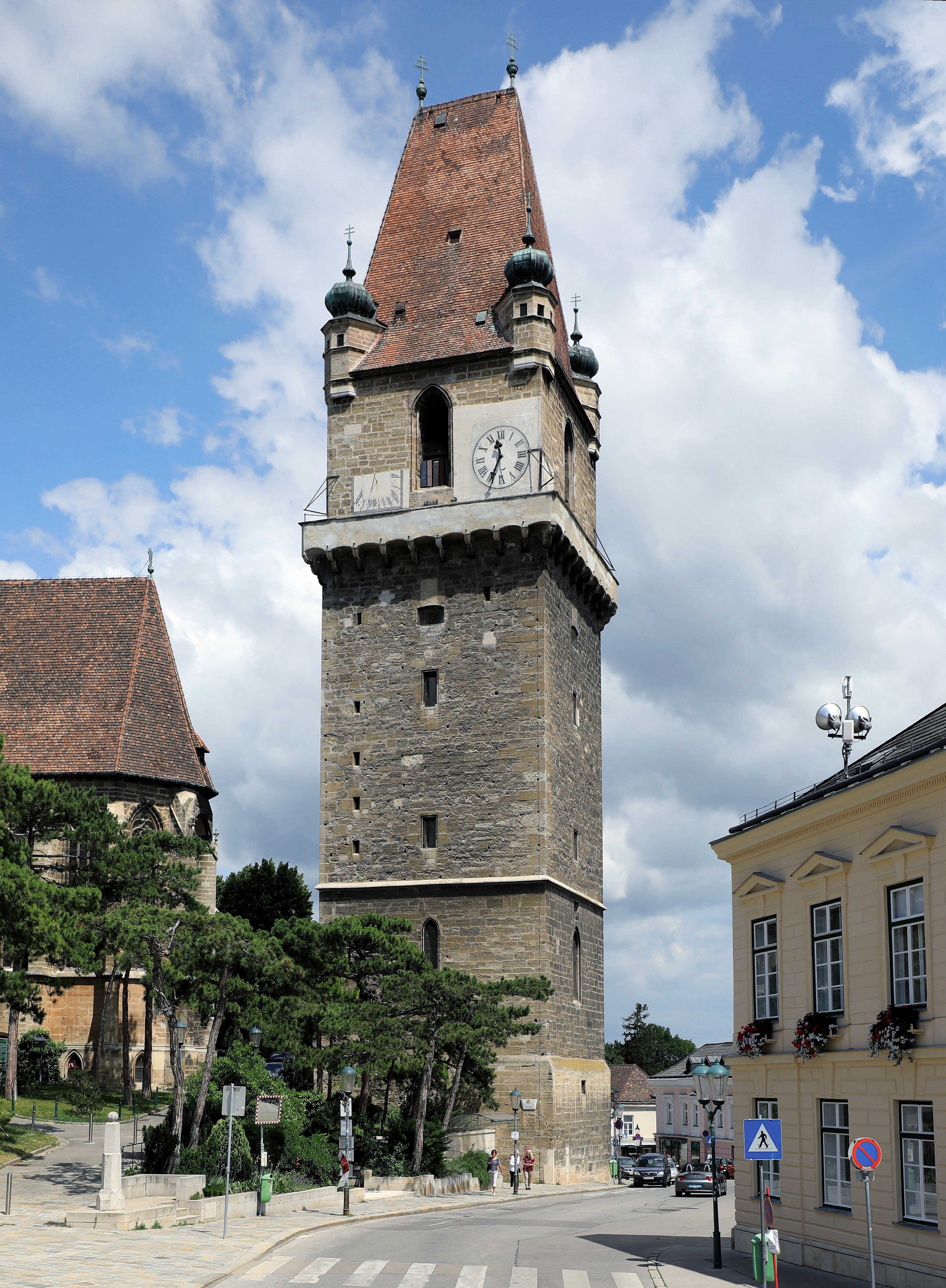
Torre di difesa, ultima torre rimasta dell'antico castello. A sinistra della torre si trova il coro della chiesa parrocchiale e sulla destra la sede comunale

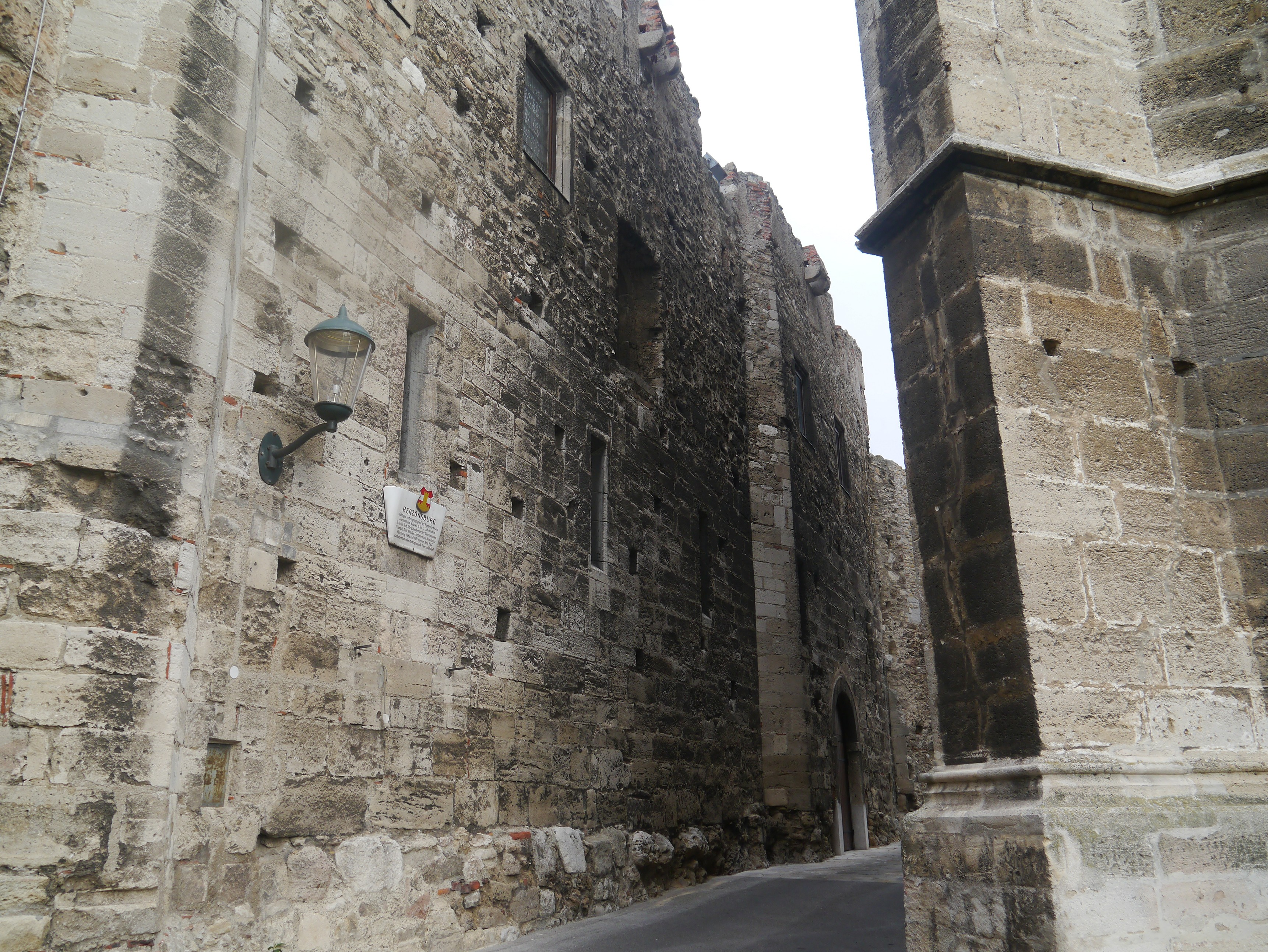
Particolare di un percorso interno

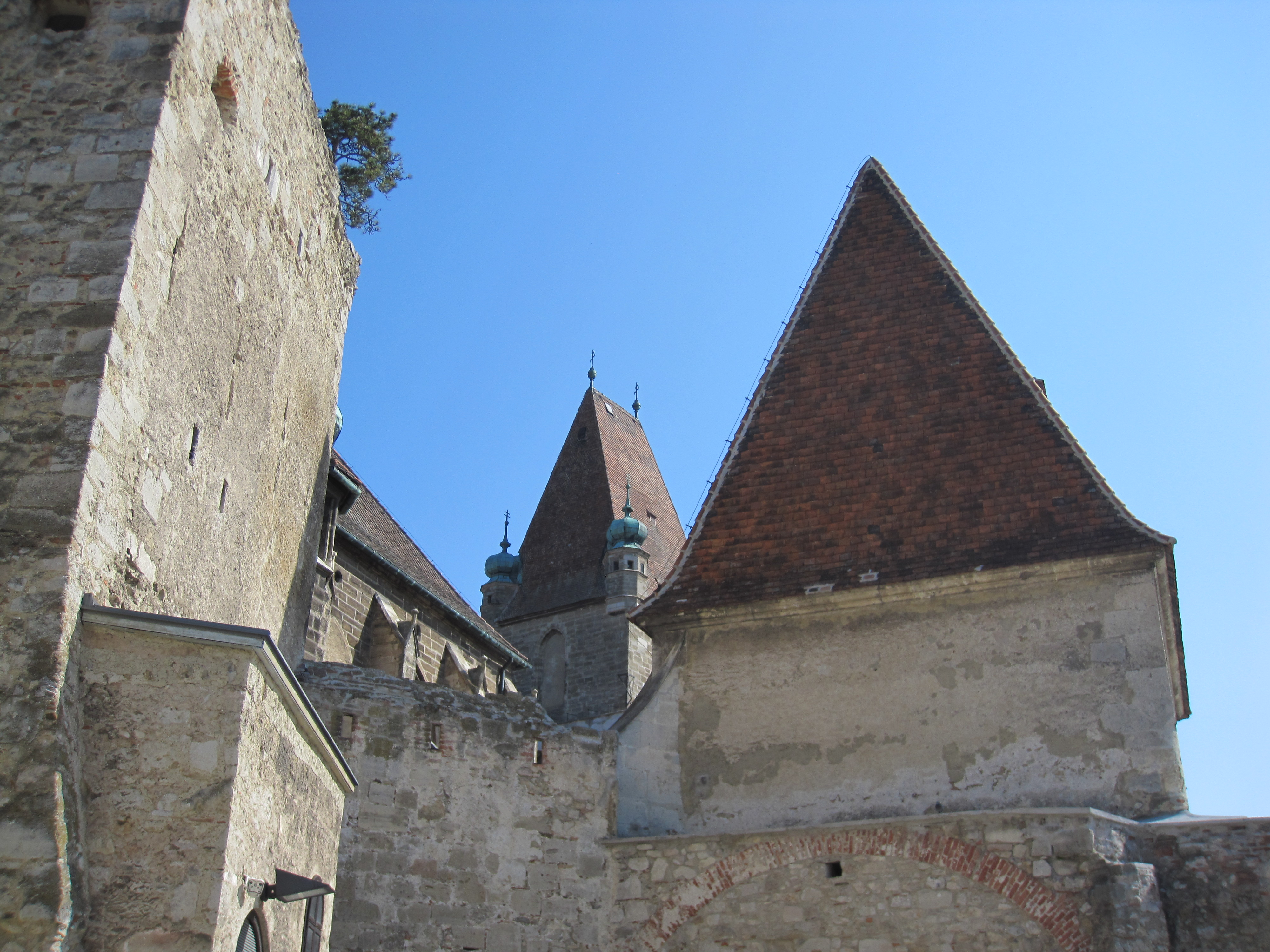
Altro particolare delle coperture della struttura

Sembra verosimile che il primitivo nucleo del castello di Perchtoldsdorf sia stato edificato prima dell'anno 1000 e all'inizio dell'XI secolo il territorio fu un feudo del margravio Enrico I di Babenberg. Enrico II dispose che il nucleo originario del borgo dove si trovava il castello avesse una struttura più solida quindi fece sostituire gli edifici in legno con altri in pietra e lo fortificò con un muro di cinta parziale, nella parte a nord-est. Nei secoli seguenti i signori locali si succedettero e per un certo periodo fu assegnato all'abbazia di Melk. Nel corso della rivolta contro Federico II di Babenberg il mastio venne distrutto e solo alla fine del XIII secolo la struttura venne ricostruita e in parte trasformata in edificio religioso. All'inizio del secolo successivo i signori di Perchtoldsdorf si estinsero e l'abbazia di Melk confiscò il feudo assegnandolo ai duchi d'Austria. Il castello di Perchtoldsdorf, nel frattempo danneggiato e ricostruito divenne una delle sedi della famiglia regnante austriaca. Durante i conflitti tra l'imperatore Federico III e Albrecht VI il castello fu occupato e subì notevoli danni e solo nel 1477 venne nuovamente restaurato e reso efficiente anche se, durante la guerra contro Mattia Corvino, venne lasciato senza troppe resistenze all'esercito ungherese. Gli scontri che ne seguirono portarono a nuovi danneggiamenti e successive risostruzioni, dopo la sconfitta definitiva degli ungheresi. Intanto, nel XVI secolo, si attendeva l'arrivo delle forze turche e la fortificazione venne rinforzata con particolare attenzione alla sua cinta muraria ed alle sue torri; il primo assalto turco venne respinto. Le cose andarono diversamente durante l'invasione turca del 1683 quando la fortezza e la chiesa furono bruciati. Dopo quest'ennesima distruzione il castello non venne più ricostruito come in precedenza. Nel 1794 la cinta interna delle mura fu abbattuta e il fossato venne interrato. Attorno alla del XIX secolo si pensò addirittura di abbattere tutto sino a quando, nel 1871, il nuovo proprietario Joseph Hyrtl ricostruì parzialmente la struttura restaurandone la torre a sud. Nel 1958 parte dell'edificio venne protetto con una copertura di emergenza e nel 1964 il comune di Perchtoldsdorf, divenuto proprietario del castello, decise di trasformare l'ex ala residenziale del castello in un centro culturale facendo aprire il cantiere necessario. Una prima parte dei lavori si concluse nel 1967 e un secondo intervento venne ultimato nel 1989.

## Descrizione
L'antico castello, che ci è pervenuto solo parzialmente, si trova nel centro storico del comune austriaco di Perchtoldsdorf nel distretto di Mödling, in Bassa Austria alle porte di Vienna. La torre di difesa è la parte maggiormente caratterizzante della cittadina mentre la grande sala ricavata dall'ala residenziale del maniero è stata restaurata con criteri moderni e viene utilizzata per eventi, riunioni e congressi.
Il castello di Perchtoldsdorf in Austria è un bene sottoposto a tutela artistica col numero 55280.